# Березівка (Лубенський район, Тарандинцівська сільська рада)
Березівка — колишнє село в Україні. Підпорядковувалося Тарандинцівській сільській раді Лубенського району Полтавської області.
Вперше згадане як «хутори Березівські» на 3-версній карті 1860-1870-х років.
Розташовувалося на правому березі річки В'язівець, за 2 км на південь від залізниці Київ-Полтава та зупинного пункту Іванівка. Складалося з єдиної поздовжньої вулиці. Наприкінці 1980-х років мешкало 10 осіб. Зняте з обліку 11 липня 1990 року..

## Населення
Згідно з переписом УРСР 1989 року у селі проживала лише 1 жінка.